# Humanitas Prizes
Les Humanitas Prizes sont des récompenses américaines décernées  depuis 1975 aux films ou séries télévisées promouvant la dignité humaine et la liberté. 
Nées dans les années 1970 à l'initiative du père Ellwood Kieser, elles ne sont généralement pas associées à des œuvres spécifiquement religieuses. 
La première cérémonie, récompensant uniquement des œuvres télévisuelles, a eu lieu en 1975 dans le cadre du Today Show (en) en présence de Ray Bradbury, le père « Bud »  et Robert Abernathy.   
Les Humanitas Prizes sont aujourd'hui répartis en différentes catégories : 
- catégorie long métrage (Feature Film Category) ;
- téléfilm de 90 minutes (Prime Time TV 90 minute) ;
- téléfilm de 60 minutes (Prime Time TV 60 minute) ;
- série télévisée de 30 minutes (Prime Time TV 30 minute) ;
- émission pour enfants (Children's Live Action) ;
- série d'animation pour enfants (Children's Animation) ;
- film du festival du film de Sundance (Sundance Feature Film).

Ont été récompensés entre autres Le Combat de Ruby Bridges de Euzhan Palcy en 1999 et Hotel Rwanda de Terry George en 2005. En 2006, le film documentaire Une vérité qui dérange traitant du réchauffement planétaire avec Al Gore, reçut un Special Award  pour « avoir contribué de façon significative à l'humanité en transmettant des valeurs, formant des consciences et améliorant le comportement de l'Homme ».
En 2001 a été créée la Angell Comedy Fellowship en l'honneur du producteur de sitcoms David Angell et de sa femme, morts dans le vol 11 lors des attentats du 11 septembre 2001.

## Humanitas Prize 2000

### 2003

#### Catégorie long métrage
- Antwone Fisher – Antwone Fisher (en)

### 2006

#### Catégorie long métrage
- Le Monde de Narnia : Le Lion, la Sorcière blanche et l'Armoire magique (The Chronicles of Narnia: The Lion, the Witch and the Wardrobe) – Andrew Adamson, Ann Peacock, Christopher Markus et Stephen McFeely

## Humanitas Prize 2010

### 2019

#### Meilleur long métrage dramatique
- Une femme d'exception (On the Basis of Sex) – Daniel Stiepleman

## Commentaires
- La série télévisée M*A*S*H est la plus récompensée à ce jour avec 4 prix. Plusieurs programmes ont remporté trois fois le prix : À la Maison-Blanche, Les Années coup de cœur, Les Ailes du destin (dans deux catégories différentes), Family (en), Génération Pub et Capitaine Furillo. Life with Louie (en) a été le seul programme dans la catégorie « animation pour enfants » à gagner trois fois.